# Anna Broms
Anna Broms, född 1862, död 1890, var en finländsk pedagog. Hon var den första föreståndaren för den första sjuksköterskeutbildningen i Finland 1889–1890 och som sådan en pionjär. 